# Hugo
För andra betydelser, se Hugo (olika betydelser).
Mansnamnet Hugo är en kortform av det tyska namnet Hubert som är sammansatt av två ord som betyder 'håg (förstånd, tanke)' och 'ljus'. Namnet kom till Sverige med ätten Hamilton på 1600-talet. Det var relativt ovanligt före 1990, men har sedan ökat tiofalt som tilltalsnamn, kanske på grund av filmen Hugo och Josefin. 
Den 31 december 2008 fanns det totalt 22 515 män i Sverige med namnet Hugo, varav 10 555 med det som tilltalsnamn/förstanamn. Det fanns dessutom 204 personer med efternamnet Hugo.
År 2003 fick 1097 pojkar namnet, varav 761 fick det som tilltalsnamn. År 2007 låg det på femteplats i Sverige, då 964 pojkar fick namnet.
Namnsdag: 3 november, (1901–2000: 11 januari). I den finlandssvenska namnsdagslängden har Hugo namnsdag 3 februari sedan starten 1929, då en egen namnsdagskalender togs i bruk för finlandssvenskar.

## Personer med namnet Hugo

### Personer utan efternamn
- Hugo IV av Burgund
- Hugo V av Burgund
- Hugo I av Cypern
- Hugo II av Cypern
- Hugo III av Cypern
- Hugo IV av Cypern
- Hugo av Italien, italiensk kung
- Hugo den vite, död 956, frankisk hertig
- Hugo Capet död 966, frankisk hertig
- Hugo, greve av Vermandois, son till Henrik I av Frankrike
- Hugo (abbot), fransk abbot, helgon inom romersk-katolska kyrkan
- Hugo av Payens, tempelherreordens förste stormästare
- Hugo av Sankt Victor (död 1141), fransk mystiker

### Personer med efternamnet Hugo
- Chad Hugo (född 1974), amerikansk musiker och producent
- Charles Hugo (1826–1871), fransk tidningsman
- François-Victor Hugo (1828–1873), fransk tidningsman
- Gustav von Hugo (1764–1844), tysk rättsvetenskapsman
- Per Hugo (1885–1936), filmregissör
- Victor Hugo (1802–1885), fransk författare
- Yngve Hugo (1886–1969), folkbildare, radiochef

### Kända personer med förnamnet Hugo
- Hugo Alfvén, tonsättare
- Hugo Björne, skådespelare
- Hugo Boss, tysk modeskapare, grundare av företaget Hugo Boss
- Hugo Brissman, ämbetsman
- Hugo Chávez, Venezuelas president
- Hugo Claus, belgisk författare
- Hugo Distler, tysk kompositör och organist
- Hugo Edlund, filmfotograf
- Hugo Enomiya-Lassalle, tysk jesuitfader
- Hugo Gehlin, målare, grafiker och skulptör
- Hugo Gernsback, amerikansk science fiction-författare.
- Hugo van der Goes, nederländsk målare
- Hugo Grotius, nederländsk humanist
- Hugo Göllors-Ohlsson, friidrottare
- Hugo Hammar, skeppsbyggare och industriman
- Hugo Hamilton (1849–1928), greve, riksdagsman och talman, civilminister, landshövding och författare
- Hugo Hamilton (född 1953), irländsk författare
- Hugo Hansén, regissör
- Hugo Jahnke, gymnast, OS-guld 1908
- Hugo Johansson, sportskytt, OS-guld 1912 och 1924
- Ernst-Hugo Järegård, skådespelare
- Hugo Lillier, friidrottare
- Hugo Lindh, kompositör ("Flottarkärlek")
- Hugo Lloris, fransk fotbollsspelare
- Hugo Sánchez, mexikansk fotbollsspelare och tränare
- Hugo Simberg, finländsk målare
- Hugo Stenbeck (1890–1977), advokat, företagsledare
- Hugo Stenbeck (1933–1976), advokat, företagsledare
- Hugo Stenbeck (född 1979), miljardär, arvtagare
- Hugo Stinnes, tysk industrialist och politiker
- Hugo Tamm, godsägare och en av grundarna av Allmänna Valmansförbundet
- Hugo Theorell, biokemist, mottagare av Nobelpriset i fysiologi eller medicin 1955
- Hugo Wieslander, friidrottare, OS-guld 1912
- Hugo Wolf, österrikisk (slovensk) tonsättare
- Hugo Österman, finländsk general

### Fiktiva karaktärer med förnamnet Hugo
- Hugo Drax, huvudskurken i Ian Flemings tredje James Bond: roman,  Moonraker  , ifrån 1955, och Bondfilmen med samma namn från 1979 .